# Внутренние войска МВД России

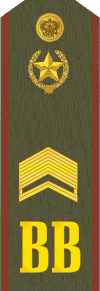
Погон старшины внутренних войск
1995—2016

Внутренние войска Министерства внутренних дел Российской Федерации (ВВ МВД России) — воинские формирования (аналог жандармерии), существовавшие в структуре Министерства внутренних дел Российской Федерации, выполнявшие задачи по обеспечению внутренней безопасности государства, общественной безопасности, защиты прав и свобод человека и гражданина от преступных и иных противоправных посягательств.
5 апреля 2016 года Президент России Владимир Путин подписал указ о создании на основе Внутренних войск МВД России Войск национальной гвардии Российской Федерации, входящих в структуру Федеральной службы войск национальной гвардии Российской Федерации.

## История
Внутренние войска Министерства внутренних дел Российской Федерации ведут свою историю от Внутренних войск МВД СССР. При распаде СССР бывшие советские внутренние войска были разделены между бывшими союзными республиками по территориальному признаку.
Указом Президента РСФСР от 20 октября 1991 года все формирования Внутренних войск МВД СССР, дислоцированные на территории РСФСР, были приняты под юрисдикцию РСФСР и подчинены МВД России.
9 ноября 1991 года указ был одобрен Президиумом ВС РСФСР.
Внутренние войска МВД России обрели официальный статус 24 сентября 1992 года, с принятием Закона Российской Федерации № 3534-1 «О внутренних войсках Министерства внутренних дел Российской Федерации».
До 1996 года конвойные части внутренних войск осуществляли охрану исправительных учреждений, а функции конвоирования спецконтингента - до 1 января 1999 года.

### Чеченский конфликт
Внутренние войска МВД России участвовали в наведении конституционного порядка на Северном Кавказе во время двух чеченских войн. См. основные статьи:
- Первая чеченская война;
- Вторая чеченская война.

Внутренние войска обеспечивали порядок на Северном Кавказе, выполняя задачи патрульно-постовой службы и оперативного реагирования на возникающие беспорядки. 6 октября 1995 года командующий внутренними войсками Анатолий Романов, одновременно являющийся командующим Объединённой группировкой федеральных войск в Чечне, получил тяжёлое ранение в результате покушения.

### В современной России до 2016 года
2 марта 1993 году на базе региональных управлений ВВ МВД России были созданы округа Внутренних войск МВД России: Восточный, Приволжский, Северо-Западный, Северо-Кавказский, Сибирский, Уральский, Московский. Округа просуществовали до 1 января 2008 года.
До 2016 года внутренние войска Российской Федерации представляли собой объединение, специализированное для охраны правопорядка внутри государства. Современные внутренние войска были в достаточной мере моторизированы, оперативные (мотострелковые) части имели бронетехнику. Внутренние войска имели свои авиационные эскадрильи, инженерные и морские небольшие подразделения.
Внутренние войска МВД России продолжали развиваться и совершенствоваться, собирая у себя опытные кадры вооружённых сил Российской Федерации и специальных служб (ФСБ России, ГРУ Генштаба и СВР России). Это позволило создать собственное Разведывательное управление внутренних войск МВД России по типу армейской разведки. Собственные разведподразделения стали создаваться в 1990-х гг.
Начальник разведывательного управления — заместитель начальника главного штаба внутренних войск МВД России генерал-лейтенант Сергей Куцов.
Численность на 1 декабря 2011 года составляла 212 000 человек.
Численность на 2013 год после сокращения составила около 170 тысяч человек.
5 апреля 2016 года президент России Владимир Путин издал указ о создании на базе ВВ МВД России Войск национальной гвардии.

## Структура внутренних войск
ВВ МВД России состояли из следующих формирований:
- органы управления внутренними войсками (Главное командование и Региональные командования);
- соединения и воинские части оперативного назначения (мотострелковые);
- специальные моторизованные воинские части;
- соединения и воинские части по охране важных государственных объектов и специальных грузов;
- воинские части по охране исправительно - трудовых учреждений и конвоированию спецконтингента;
- авиационные воинские части;
- морские воинские части;
- военные образовательные учреждения высшего профессионального образования;
- разведывательные воинские части (подразделения);
- воинские части (подразделения) специального назначения;
- учреждения (медицинские, научные и другие) и воинские части обеспечения деятельности внутренних войск (учебные, связи и другие).

## Структура регионального командования

### Региональные командования
Для управления формированиями внутренних войск, были созданы региональные командования по территориям одноимённых федеральных округов России.

Исключение составляет Восточное региональное командование, которое управляет формированиями внутренних войск дислоцированных на территории Дальневосточного федерального округа.

Названия Региональных командований и города в которых они дислоцируются:
1. Восточное региональное командование — Хабаровск
2. Сибирское региональное командование — Новосибирск
3. Уральское региональное командование — Екатеринбург
4. Северо-Западное региональное командование — Санкт-Петербург
5. Приволжское региональное командование — Нижний Новгород
6. Северо-Кавказское региональное командование — Ростов-на-Дону
7. Центральное региональное командование — Москва

В 2014 году, в связи с присоединением Республики Крым и Севастополя к Российской Федерации, Северо-Кавказское Региональное командование ВВ МВД России пополнилось пятью бывшими частями внутренних войск Украины.

### Галерея нарукавных нашивок региональных командований
| Восточное региональное командование | Сибирское региональное командование | Уральское региональное командование | Северо-Западное региональное командование | Приволжское региональное командование | Северо-Кавказское региональное командование | Центральное региональное командование |

### Отдельная дивизия оперативного назначения
В непосредственном подчинении ГК ВВ МВД России находилось старейшее соединение внутренних войск, дислоцированное в Подмосковье — отдельная дивизия оперативного назначения — ОДОН (отдельная орденов Жукова, Ленина и Октябрьской Революции Краснознамённая дивизия оперативного назначения имени Ф. Э. Дзержинского). В задачи дивизии входит участие в охране общественного порядка в Москве и Московской области, борьба с терроризмом и экстремизмом, в военное время — охрана важных государственных объектов. Дивизия дислоцирована в Балашихе-15, Московская область.
До февраля 1994 года соединение называлось отдельная орденов Ленина и Октябрьской Революции Краснознамённая мотострелковая дивизия особого назначения им. Ф. Э. Дзержинского (ОМСДОН). После переформирования упоминание имени Ф. Э. Дзержинского исчезло из официального названия дивизии, однако в сентябре 2014 года было возвращено. Всего дивизия насчитывает около десяти тысяч человек личного состава, десятки (в каждом полку) единиц бронетехники и артиллерии.

### Формирования специального назначения внутренних войск
Для формирований специального назначения внутренних войск часто употребляется термин «спецназ». Общая численность спецназа внутренних войск МВД России оценивалась в 17 тысяч человек.

Ранее в штат бригад оперативного назначения (БРОН) и полков оперативного назначения (ПОН) внутренних войск входили учебные роты спецназа (УРСН). Роты состояли из трёх взводов: 1-й и 2-й взводы спецназа были штурмовыми, а 3-й был взводом разведки.
В конце 1993 года в полках и бригадах на базе разведывательных взводов были созданы разведывательные роты, а два штурмовых взвода УРСН выделили в группу специального назначения (ГСН). 
В некоторых частях оперативного назначения процесс создания ГСН и разведывательных рот происходил не на базе УРСН, а напрямую. В связи с реорганизаций в 1998-99 годах ГСН были расформированы и сведены в отдельные отряды специального назначения (ОСН). В полках и бригадах остались только разведывательные роты.

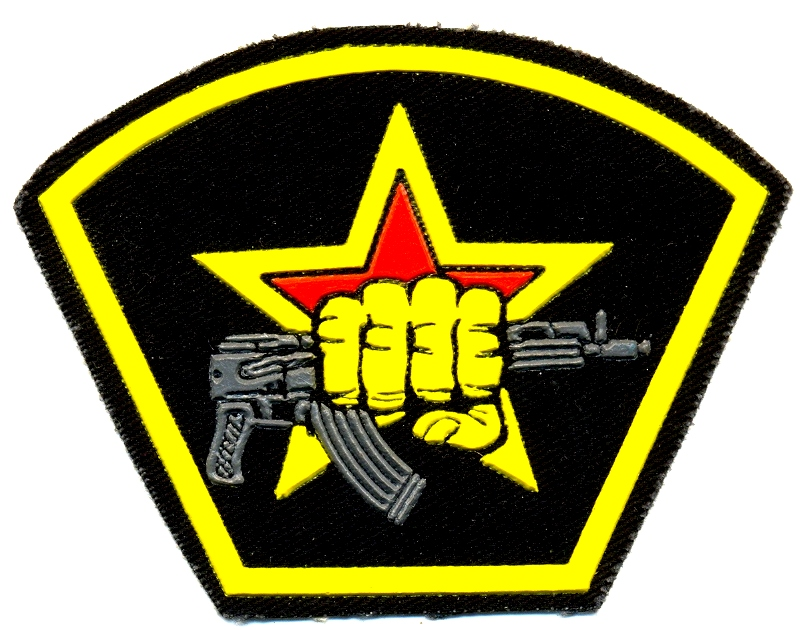
Нарукавная нашивка специальных подразделений внутренних войск МВД России
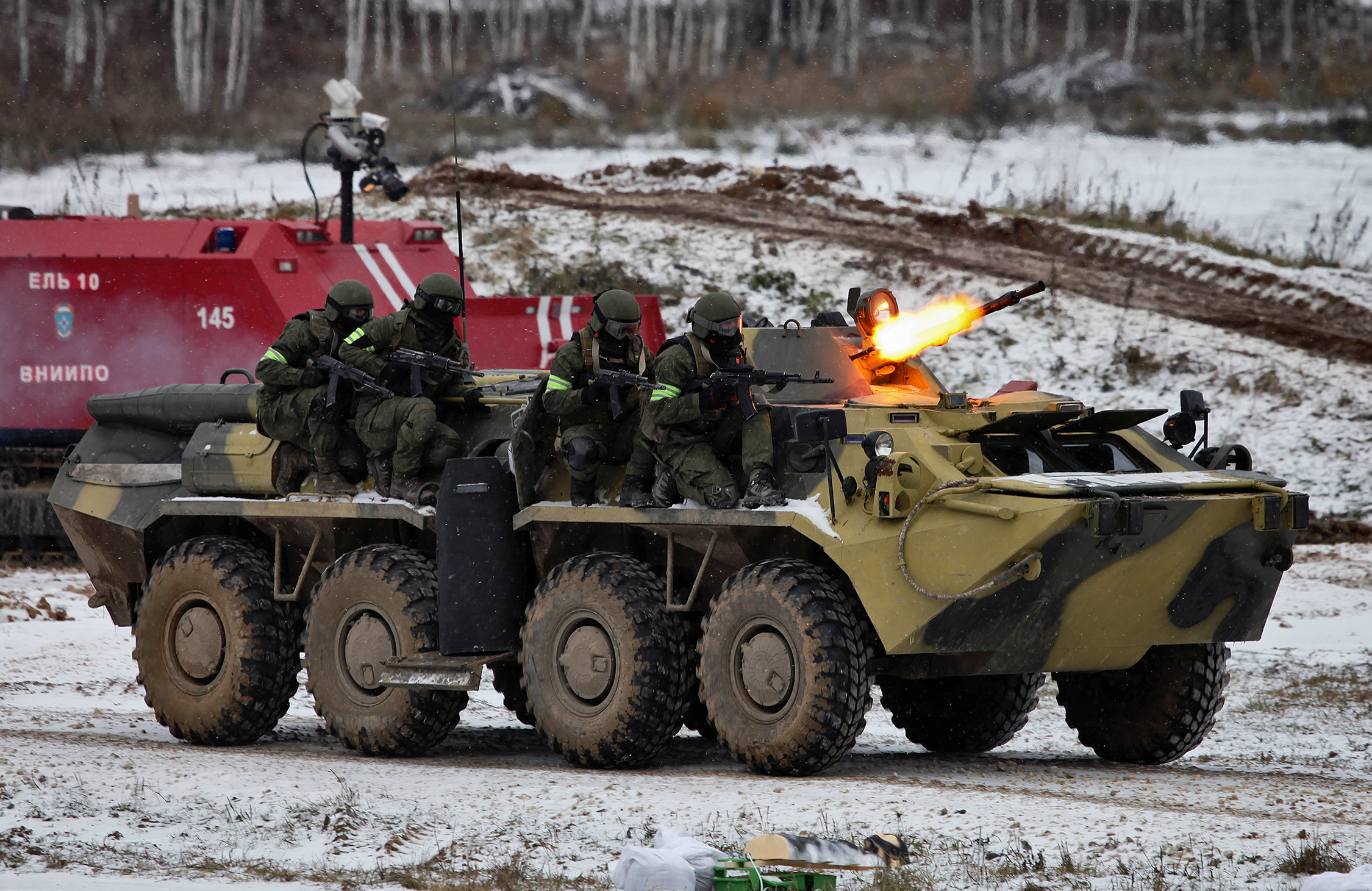
Военнослужащие 604-го ЦСН ВВ МВД России на Интерполитехе 2014
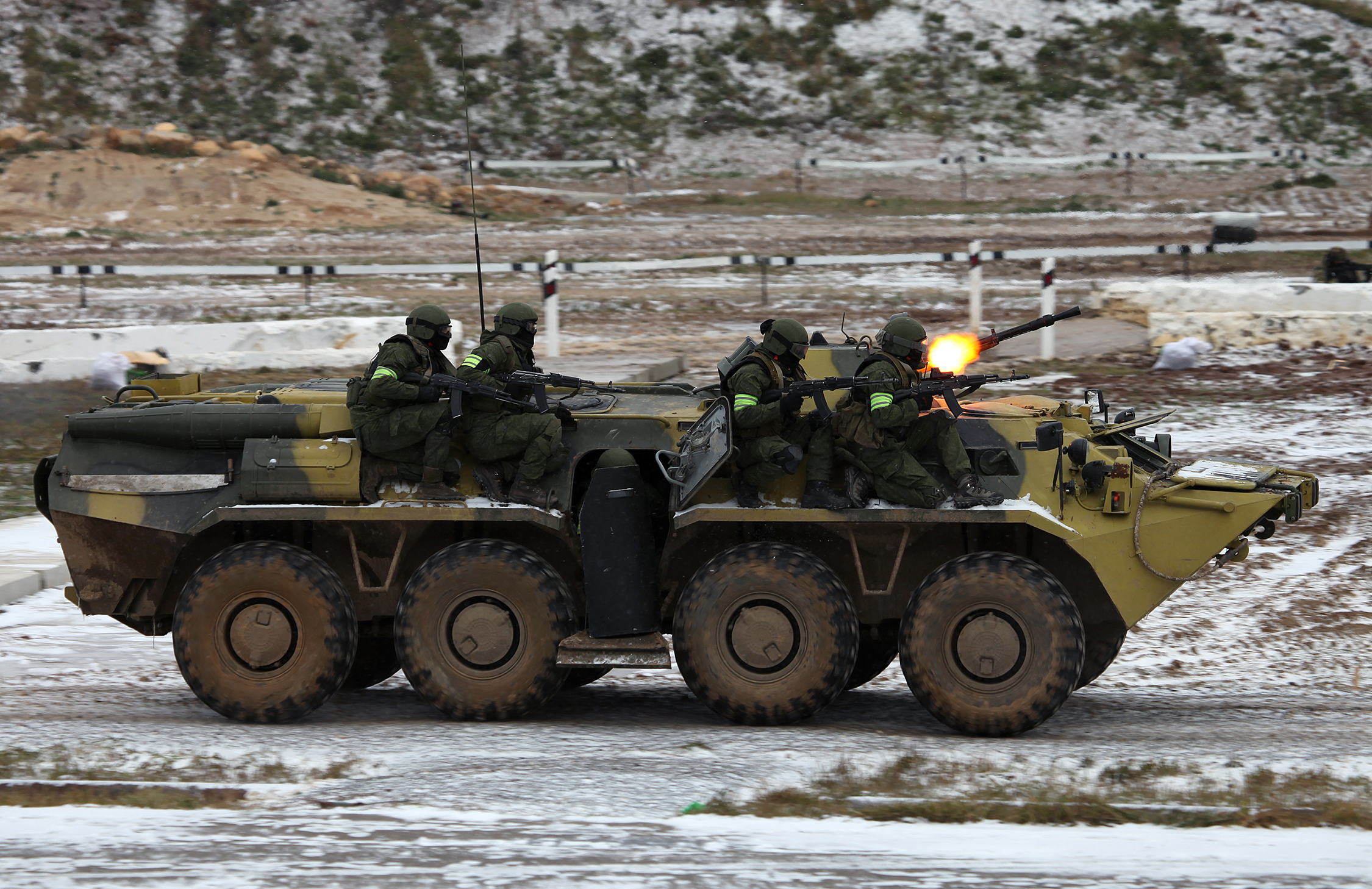
604-й ЦСН ВВ МВД России
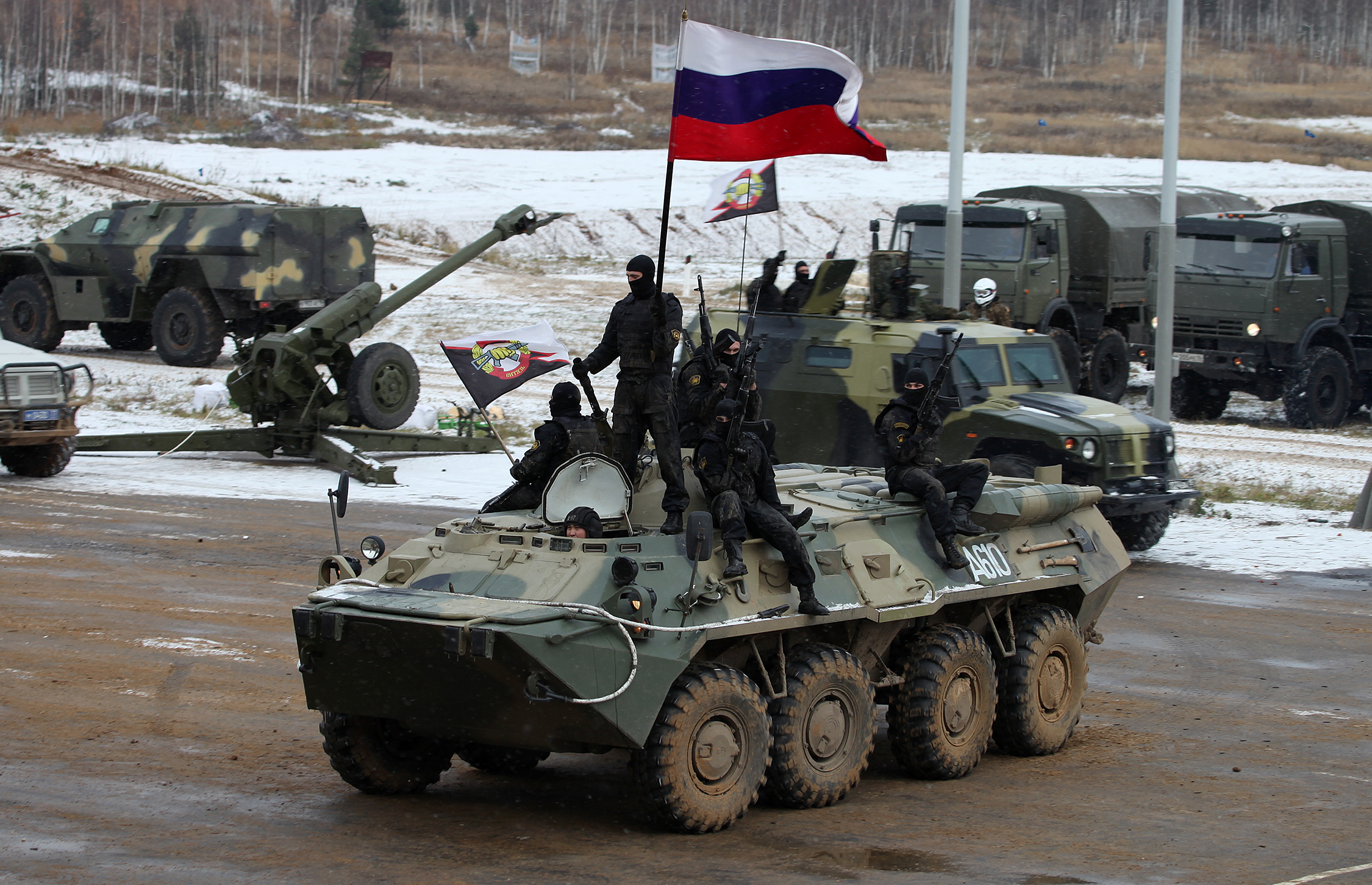
604-й ЦСН ВВ МВД России
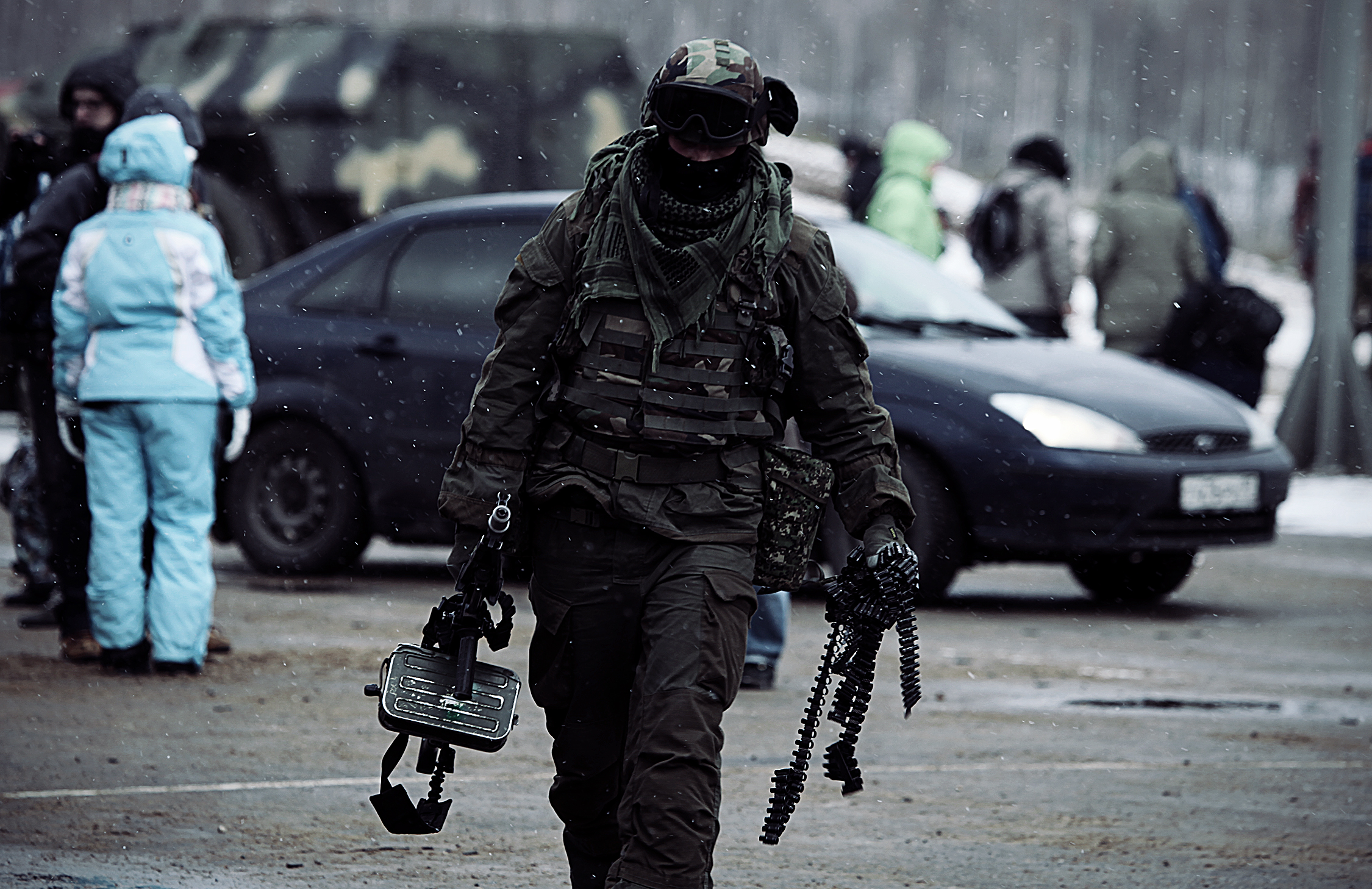
Военнослужащий 604-го ЦСН ВВ МВД России

### Авиация внутренних войск МВД России
Авиационный полк (Подмосковье) и отдельные авиационные эскадрильи находились всего в нескольких регионах Российской Федерации. Эксплуатировались 6 типов самолётов (Ил-76, Ту-154, Ту-134, Ан-72, Ан-26, Ан-12) и 3 типа вертолётов (Ми-26, Ми-24 и Ми-8).

### Морские воинские части и подразделения внутренних войск МВД России
Кроме того в структуре внутренних войск МВД СССР имелись собственные авиационные воинские части и морские воинские части (подразделения) созданные для охраны важных государственных объектов на водных коммуникациях и обеспечения режимной зоны вокруг важных государственных объектов.
- 1-й отдельный морской отряд сторожевых катеров — был сформирован в 1988 году в Хабаровске, для охраны важных государственных объектов, расположенных на реках Амурского бассейна, противодействия ПДСС и ДРГ;
- 2-й отдельный морской отряд сторожевых катеров — был сформирован в 1989 году в Мурманске, для охраны ремонтно-технологического предприятия атомного флота и судов, находящихся на акватории этого предприятия, противодействия ПДСС и ДРГ.
- 3-й морской отряд - г. Озерск и Снежинск.
- 4-й учебный морской отряд - г. Северобайкальск.
- подразделения сторожевых катеров в структуре воинских частей внутренних войск МВД РФ.

## Главнокомандующие

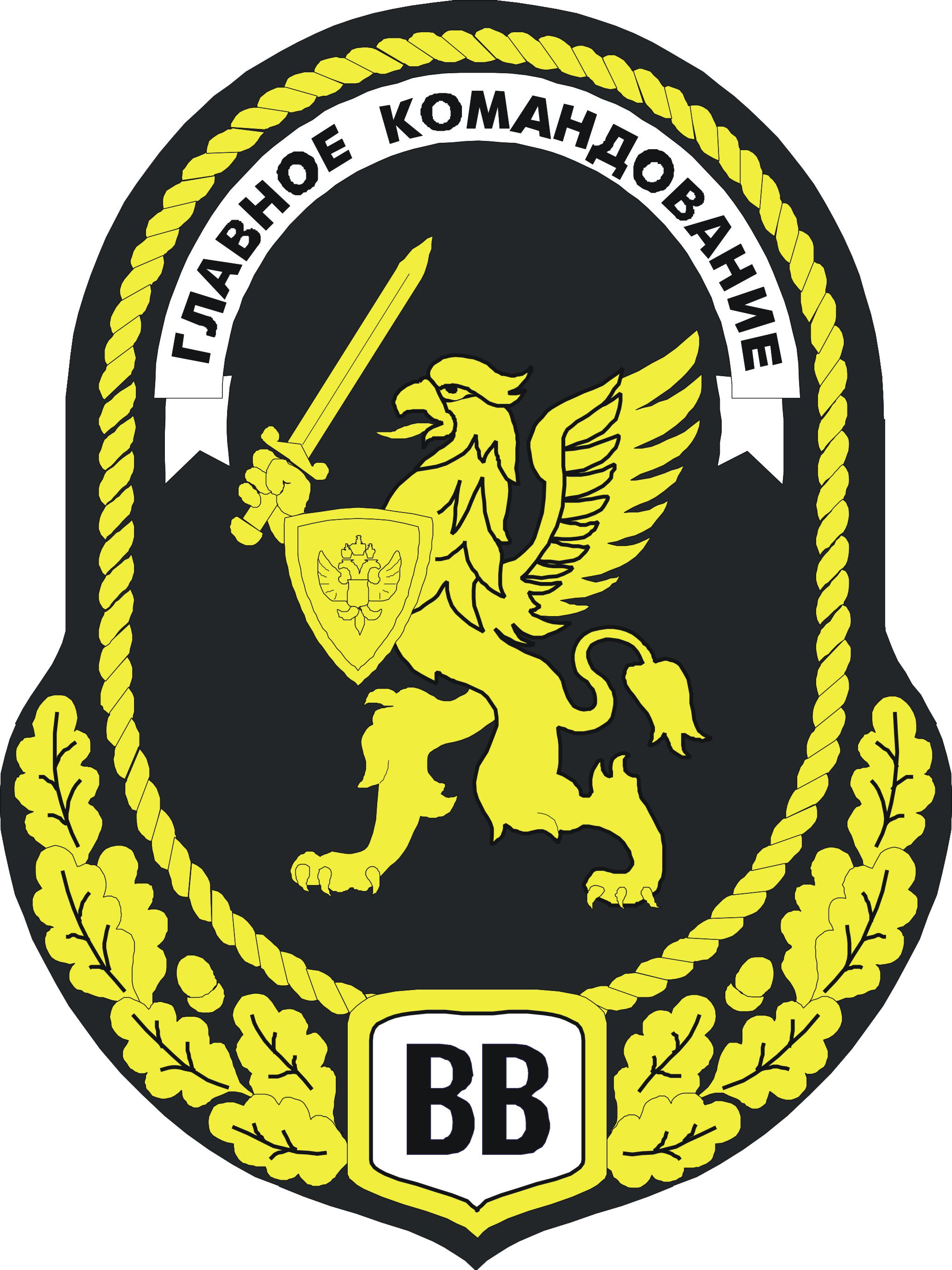
Нарукавная нашивка Главное командование внутренних войск МВД России

Главнокомандующие ВВ МВД России с 1991 года:
1. генерал-полковник Саввин Василий Нестерович (1991—1992)
2. генерал-полковник, с 1995 генерал армии Куликов Анатолий Сергеевич (1992—1995)
3. генерал-полковник Романов Анатолий Александрович (1995)
4. генерал-полковник Шкирко Анатолий Афанасьевич (1995—1997)
5. генерал-полковник Шевцов Леонтий Павлович (1997—1998)
6. генерал-полковник Маслов Павел Тихонович (1998—1999)
7. генерал-полковник Овчинников Вячеслав Викторович (1999—2000)
8. генерал-полковник, с 2002 генерал армии Тихомиров Вячеслав Валентинович (2000—2004)
9. генерал-полковник, с 2007 генерал армии Рогожкин Николай Евгеньевич (2004—2014)
10. генерал-полковник, с 2015 года генерал армии Золотов Виктор Васильевич (2014—2016)

## Начальники Главного штаба
Начальники Главного штаба (до 1997 г. — штаба) внутренних войск МВД России
- Борукаев Борис Рамазанович (1988—1992)
- Дубиняк Владимир Сергеевич (1992—1993)
- Шкирко Анатолий Афанасьевич (1993—1995)
- Маслов Павел Тихонович (1995—1997)
- Максин Борис Павлович (1997—2000)
- Паньков Михаил Анатольевич (2000—2002)
- Рогожкин Николай Евгеньевич (2002—2004)
- Бунин Сергей Викторович (2004—2016)

## Высшие учебные заведения внутренних войск

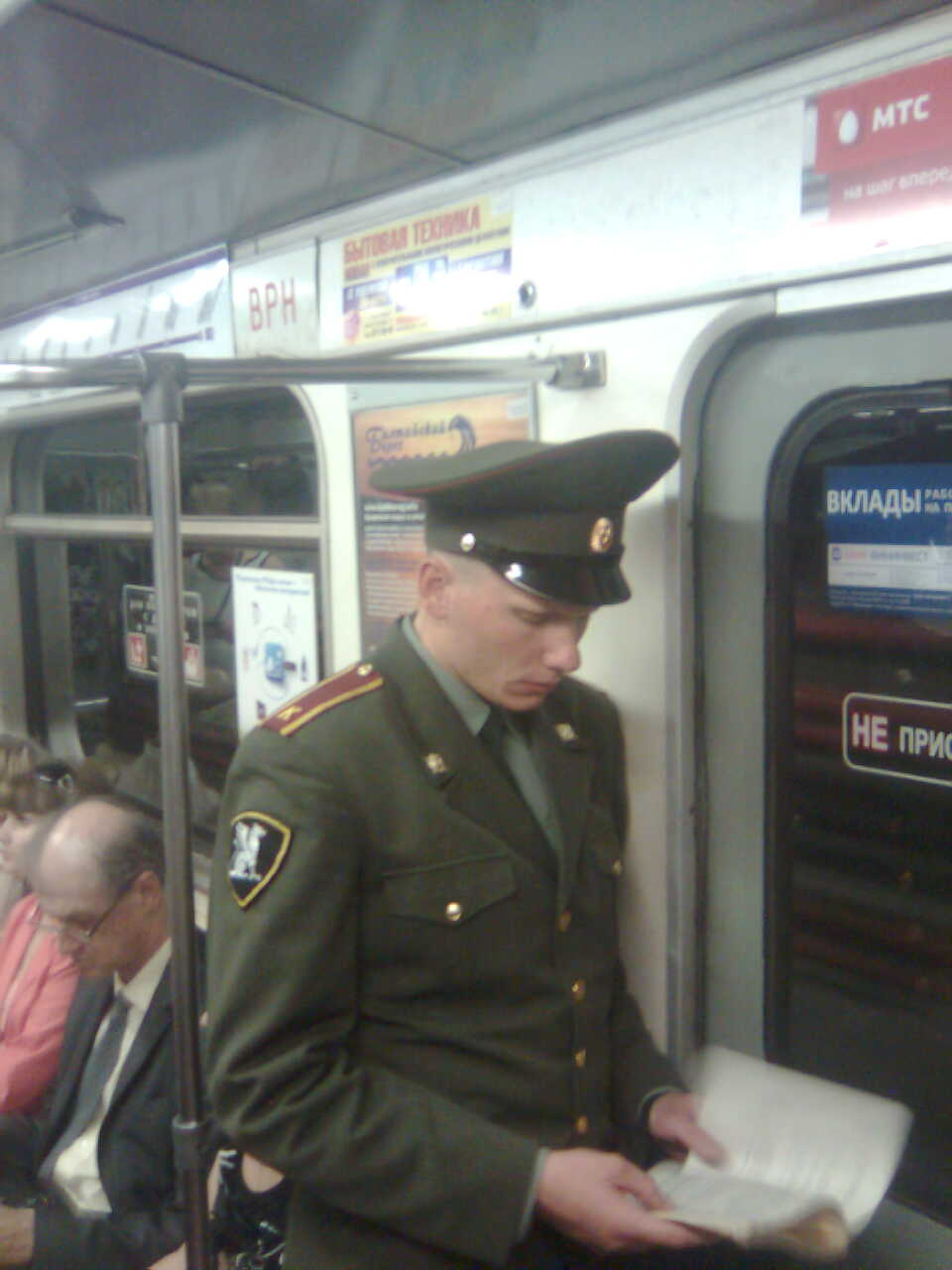
Курсант военно-учебного заведения внутренних войск МВД России (2011 год)

- Новосибирский военный институт внутренних войск им. генерала армии И. К. Яковлева МВД России
- Пермский военный институт внутренних войск МВД России
- Санкт-Петербургский военный институт внутренних войск МВД России
- Саратовский Краснознаменный военный институт внутренних войск МВД России

Также в Военном университете Минобороны России существовал факультет внутренних войск МВД России.